# Zabol (prowincja)
Zabol – prowincja w południowo-wschodnim Afganistanie. Jej stolicą jest Kalat. Powierzchnia wynosi 17343 km², a populacja w 2021 wynosiła ponad 391 tys. osób. Powstała w 1963 roku w wyniku podziału prowincji Kandahar.

## Powiaty
Prowincja Zabol dzieli się na 9 powiatów:
- Argahandab
- Atghar
- Dej Czopan
- Mizan
- Kalat
- Szachjoj
- Szamulzaj
- Szinkaj
- Tarnak Wajaldak